# 제네시스 민트
제네시스 민트는 2019년에 공개된 전기차콘셉트카이다.2023년에 제네시스 GV50으로 출시된다고 한다.

## 같이 보기
제네시스,제네시스 GV50,제네시스 GV60